# Vincenzo Traspedini
Vincenzo Traspedini (né le 27 décembre 1939 à Montodine en Lombardie et mort le 14 avril 2003 à Vérone en Vénétie) est un footballeur italien, qui évoluait au poste d'attaquant.

## Biographie

### Joueur
Il est formé par le Pergolettese, club avec qui il fait ses débuts à 16 ans avec l'équipe première. En 1957, il rejoint Fanfulla de Lodi. Il joue alors en Serie C avec les lombards.
Il rejoint ensuite le Torino, débutant en Serie A lors de la saison 1960-1961. 
La saison suivante, il repart en Serie B, d'abord au Simmenthal Monza et ensuite à Varese.
En 1965, il rejoint l'autre club de Turin, la Juventus, avec qui il remporte la Coppa Italia 1964-1965 (c'est d'ailleurs dans cette compétition que Traspedini dispute son premier match avec la Juve le 29 août 1965 lors d'une victoire 1-0 sur l'Inter) et inscrit ensuite un doublé à Santiago Bernabéu contre le Real Madrid.
Il finit sa carrière au Genoa, avec qui il obtient une promotion en Serie A. En 1973, il prend sa retraite, commençant ensuite à travailler dans une banque. 

### Dirigeant
À la fin des années 1980, il retourne dans le monde du football à Vérone et, en 1991, cette fois au Chievo Vérone pour trois ans en qualité de directeur sportif.
Il meurt à 63 ans d'une tumeur.

## Palmarès
Juventus
- Coupe d'Italie (1) :
  - Vainqueur : 1964-65.